# 刁衎
刁衎（945年—1013年），字元賓。宋朝昇州（今江苏南京）人。
父刁彥能，仕南唐為昭武軍節度。晋出帝开运二年（945年）出生，南唐時以父蔭仕秘書郎、集賢校理，以文翰入侍，甚被李煜重用，又“家富于财，被服飲膳，极於侈靡。”
南唐滅亡，刁衎隨李煜入宋，授太常寺太祝，不久稱疾歸隱。多年未能任官，以純澹夷雅知名於時。善談笑，喜棋弈。刁衎與李昉、徐鉉都有交情。太平興國七年，李昉在翰林院，勉勵他出仕任職，於是刁衎獻〈聖德頌〉，授知兩浙路睦州桐盧縣。不久改知婺州，迁国子博士。太平兴国年間，宋太宗诏群臣言事，刁衎上《谏刑书》，迁大理寺丞，献文四十篇。宋真宗即位，迁比部员外郎。景德二年（1005年）九月，刁衎预修《册府元龟》，求领外任，知湖州，转刑部郎中、直秘阁。满任后，又再参加《册府元龟》的编修工作。大中祥符七年《册府元龟》書成，授兵部郎中。刁衎還是西昆體詩人，作品見於《西昆酬唱集》中。大中祥符六年（1013年）因中風去世，得年六十九。有子刁渭。